# Phil Collen
Philip Kenneth Collen (Hackney, Inglaterra, 8 de diciembre de 1957) es un guitarrista británico. Es uno de los guitarristas de la banda inglesa de hard rock Def Leppard. Se unió a la agrupación en 1982, reemplazando a Pete Willis.

## Biografía
Antes de ingresar a Def Leppard, Collen participó en las bandas Lucy, Tush, Dumb Blondes y Girl. En 1982 inicia su carrera con Joe Elliott y compañía, logrando acoplarse perfectamente con Steve Clark, el otro guitarrista de la banda, a tal punto que fueron apodados "The Terror Twins" (los gemelos del terror), por su entusiasmo y personalidades similares. 
En el año 1984 su compañero y amigo Rick Allen sufrió un grave accidente automovilístico, en el cual perdió un brazo. En las cercanías de ese hospital recibían apoyo de hare krishnas, y se encantó de su cultura, dejando el alcohol y todo tipo de alimento animal, transformándose hasta el día de hoy en abstemio y vegano.
Luego de la muerte de Clark en 1991, Collen tuvo que afrontar su pérdida, por lo que se encargó él solo de todo el trabajo de guitarras en el disco Adrenalize. Sin embargo, en 1992, Vivian Campbell (ex-Dio) ingresó como el más oportuno reemplazo de Clark.

## Discografía

### Def Leppard
- Pyromania (1983)
- Hysteria (1987)
- Adrenalize (1992)
- Retro Active (1993)
- Slang (1996)
- Euphoria (1999)
- X (2002)
- Yeah! (2006)
- Songs From The Sparkle Lounge (2008)
- Mirror Ball – Live & More (2011)
- Def Leppard (2015)
- Diamond Star Halos (2022)